# Agrilus metallinus
Agrilus metallinus – gatunek chrząszcza z rodziny bogatkowatych i podrodziny Agrilinae.
Gatunek ten opisany został w 2018 roku przez Eduarda Jendeka i Wasilija Griebiennikowa na łamach Zootaxa. Jako miejsce typowe wskazano okolice Gnai i góry Phou Pan w Laosie. Epitet gatunkowy oznacza po łacinie „metaliczny” i nawiązuje do połysku ciała.
Chrząszcz o prawie równoległobocznym w zarysie, przysadzistym ciele długości 7,1–9,5 mm. Wierzch ciała jest jednolicie ubarwiony, wypukły. Głowa wyposażona jest w oczy złożone o średnicy mniejszej niż połowa szerokości ciemienia. Ciemię jest gęsto pomarszczone, pozbawione pośrodkowego wcisku. Czułki mają piłkowanie zaczynające się od czwartego członu, a człony od siódmego do dziesiątego zaopatrzone w szypułki. Przedplecze jest poprzeczne, najszersze pośrodku; ma prawie kanciasty płat przedni na wysokości przednich kątów, wyraźnie łukowate brzegi boczne oraz proste kąty tylne. Na powierzchni przedplecza występują wcisk tylno-środkowy i para płytkich wcisków bocznych. Prehumerus ma formę guzkowatą. Boczne żeberka przedplecza są umiarkowanie zbieżne. Pokrywy są owłosione z wyjątkiem nagiej łaty w tylnej części i mają osobno wyokrąglone wierzchołki. Przedpiersie ma głęboko, szeroko, kanciasto wykrojoną odsiebną krawędź płata oraz płaski wyrostek międzybiodrowy o niemal równoległych bokach. Zapiersie odznacza się płaskim wyrostkiem międzybiodrowym. Odwłok ma łukowatą wierzchołkową krawędź pygidium. Genitalia samca cechują się symetrycznym edeagusem o płacie środkowym wyraźnie szerszym od paramer i najszerszym u szczytu.
Owad orientalny, endemiczny dla Laosu, znany tylko z prowincji Houaphan.